# Бахар-е-Шаріат
Бахар-е-Шаріат (урду بہار شریعت) — енциклопедія ісламського права (фікга), що інтерпретоване згідно ханафійської школи. Містить 20 томів. Сімнадцять томів були написані муфтієм Амджадом Алі Аазмі, учнем імама Ахмеда Раза Хана. Останні три книги були зібрані його учнями після його смерті. Книга написана мовою урду. У книзі дохідливо та доступною мовою пояснюється 11624 закони та настанови шаріату. Призначена для використання мирянами, священнослужителями та вченими.
Бахар-е-Шаріат був написаний як посібник для жінок і дітей, але в даний час серйозно вивчається ісламськими школами. Правознавці також покладаються на постанови, наведені в книзі. У першому томі цієї книги в основному концентрується на основних принципах ісламу. Є окремі частини для намазу, акіди, тахарату, сауму, закяту і хаджу. Друга частина включає в себе такі теми, як таляк та хула (розлучення), куфрія (торгові питання, пов'язані з купівлею та продажем товарів) тощо. Інші частини включаюит в себе такі теми, як успадкування, кассас, діят та інші теми, що охоплюють все життя людини.
Книга була опублікована багатьма видавцями Індії і Пакистану. Ісламська організація Дават-е-Ісламі створила комп'ютеризовану версію книги.